# 成安玉
成安玉（1916年—2006年），男，山西潞城人，中华人民共和国政治人物，曾任中华人民共和国邮电部副部长。

## 家庭
妻子崔峄，曾任北京市邮政局党委副书记。